# Mesobryobia foliata
Mesobryobia foliata är en spindeldjursart som beskrevs av Meyer 1974. Mesobryobia foliata ingår i släktet Mesobryobia och familjen Tetranychidae. Inga underarter finns listade i Catalogue of Life.